# Curimopsis medvedevi
Curimopsis medvedevi là một loài bọ cánh cứng trong họ Byrrhidae. Loài này được Tshernyshev miêu tả khoa học năm 2002.